# Enconista grisea
Enconista grisea là một loài bướm đêm trong họ Geometridae.